# Konosament

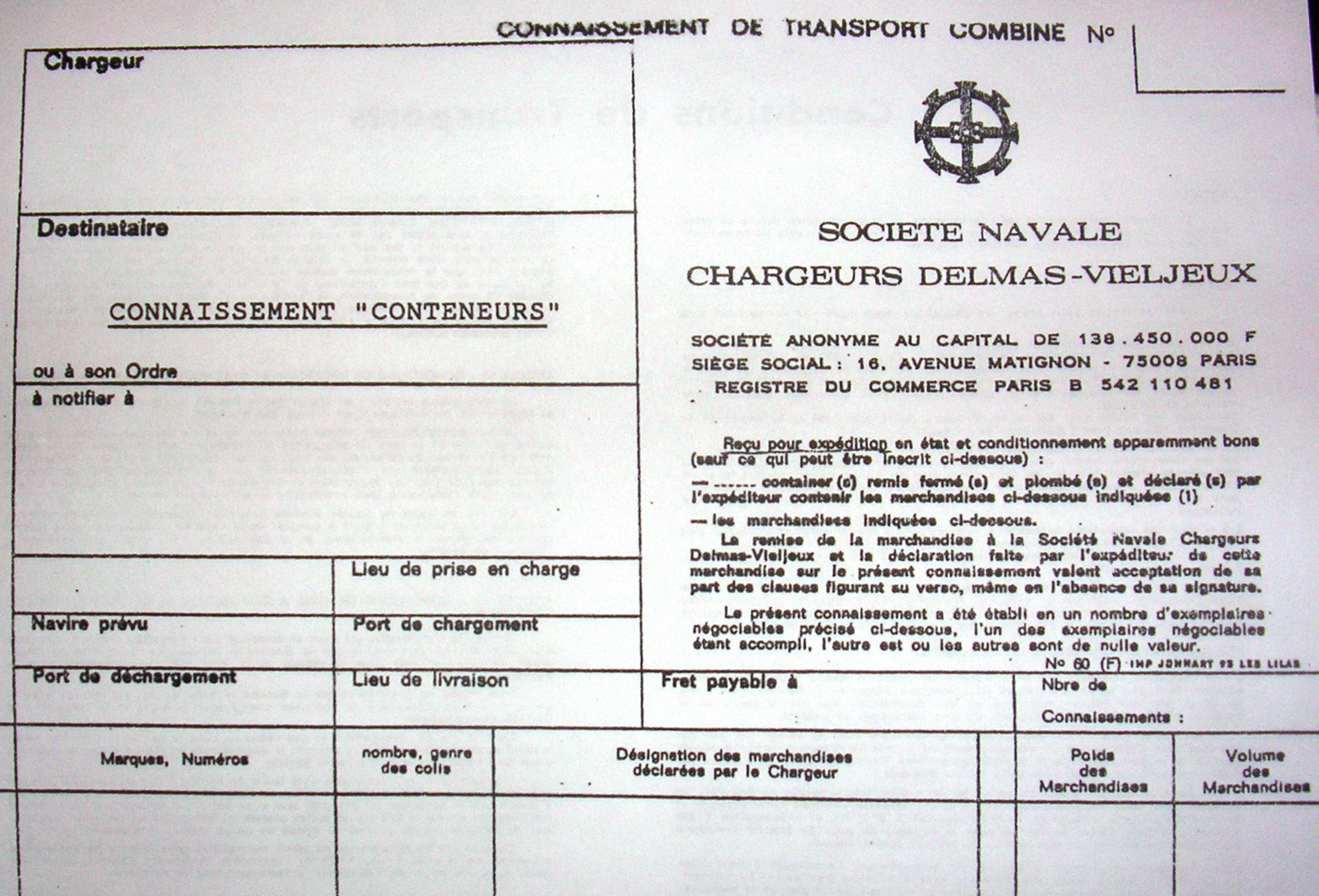
Konosament

Konosament, jinak náložný list (anglicky bill of lading, B/L), je cenný papír a dopravní dokument, používaný při přepravě nákladu po moři. Pro majitele představuje přepravní doklad i dispoziční právo (právo disponovat s nákladem) ke zboží, které je v konosamentu uvedeno. Konosament vydává dopravce (nebo jím zmocněná osoba: agent nebo kapitán lodi), který dopravu po moři provádí. Údaje, které mají být obsahem konosamentu, je odesílatel povinen dopravci písemně sdělit. Konosament se vydává na jméno, na řad (dnes nejčastěji), popř. na doručitele (dnes výjimečně). Jeho držitel (u konosamentu na jméno označený majitel, u konosamentu na řad poslední v řadě držitelů uvedených v rubopise) je oprávněn požadovat, aby mu dopravce vydal náklad v přístavu určení.
Námořní konosament (port to port) kryje pouze přepravu po moři, multimodální konosament (multimodal transport document) kryje přepravu po moři i dále, až do konečného místa určení (final destination).
Naloďovací neboli palubní konosament (on board) osvědčuje nalodění zboží na palubu lodi, přejímací konosament (receipt for carriage) vystavuje dopravce po převzetí nákladu k přepravě, ale ještě před jeho naložením na loď. V praxi se obvykle používá naloďovací konosament.
Plnou sadu konosamentu (full set) tvoří 3 originály, každý originál i jednotlivě umožňuje disponovat se zbožím.